# Национална академия на науките на Украйна
Националната академия на науките на Украйна (НАН, на украински: Національна академія наук України) е висшата държавна научна организация на Украйна.
Основана е на 27 ноември 1918 г. Първи президент и съучредител е Владимир Вернадски. Към 2014 г. в структурата на НАН влизат 174 института, а сътрудниците ѝ са 40 хил. души

## История
През годините институцията е носила различна названия:
- 1918 г. – Украинска академия на науките (УАН)
- 1921 г. – Всеукраинска академия на науките (ВУАН)
- 1936 г. – Академия на науките на Украинската ССР (АН ССР)
- 1991 г. – Академия на науките на Украйна (АН Украйна)
- 1994 г. – Национална академия на науките на Украйна (НАН)